# Guus Hoogmoed

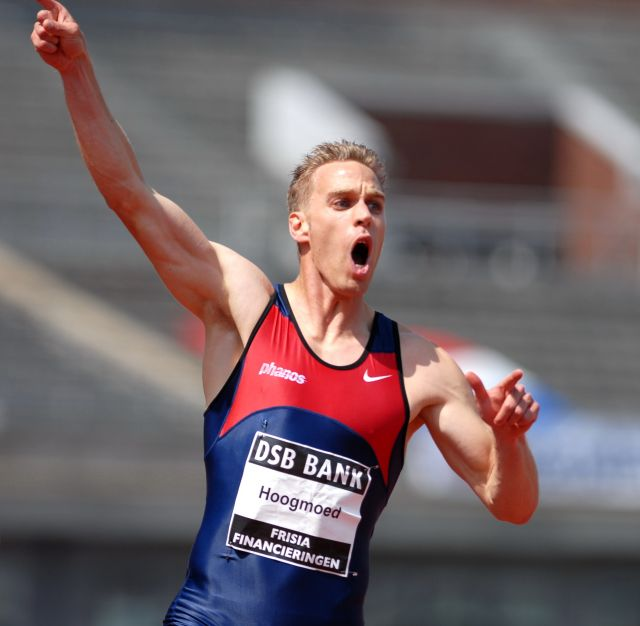
Guus Hoogmoed bei den nationalen Meisterschaften 2007

Guus Hoogmoed (* 27. September 1981 in Utrecht) ist ein ehemaliger niederländischer Sprinter.
Bei den Weltmeisterschaften 2003 in Paris/Saint-Denis wurde er im Vorlauf der 4-mal-100-Meter-Staffel eingesetzt und trug so zum Gewinn der Bronzemedaille für das niederländische Team bei.
2005 wurde er bei den Halleneuropameisterschaften in Madrid Vierter über 200 Meter. Bei den Weltmeisterschaften in Helsinki erreichte er über 100 und 200 Meter jeweils das Viertelfinale. 2006 schied er bei den Europameisterschaften in Göteborg über 200 Meter im Halbfinale aus und kam mit der niederländischen 4-mal-100-Meter-Stafette auf den achten Platz.
Bei den Weltmeisterschaften 2007 in Osaka gelangte er ins Viertelfinale. 2008 war er Teil der niederländischen Stafette, die bei den Olympischen Spielen in Peking im Finale wegen eines Wechselfehlers disqualifiziert wurde.
Viermal in Folge wurde er niederländischer Meister über 200 Meter, 2005 und 2007 zudem über 100 Meter. In der Halle holte er je zweimal den nationalen Titel über 60 Meter (2006, 2008) und über 200 Meter (2005, 2012).

## Bestleistungen
- 60 m (Halle): 6,74 s, 3. Februar 2008, Dour
- 100 m: 10,15 s, 23. Juni 2007, Vaasa (ehemaliger niederländischer Rekord)
- 200 m: 20,48 s, 1. Juli 2007, Amsterdam
  - Halle: 20,81 s, 5. März 2005, Madrid
- 400 m: 47,13 s, 9. August 2003, Utrecht